# 韦伯斯特堂区 (路易斯安那州)
韋伯斯特堂區（英語：Webster Parish）是美国路易斯安那州西北部的一個堂區，北鄰阿肯色州，面積1,593平方公里。根據2020年美國人口普查，共有人口36,967人。治所明登（Minden）。該縣成立於1871年2月28日，名稱紀念曾兩任美国国务卿的丹尼尔·韦伯斯特（Daniel Webster）。